# اوکالا
اوکالا (به انگلیسی: Ocala) شهری در شهرستان ماریون ایالت فلوریدا است که در سال ۱۸۶۹ بنیان‌گذاری شده‌است. این شهر طبق سرشماری سال ۲۰۱۰ میلادی، ۵۳٬۴۹۱ نفر جمعیت داشته و مساحت آن نیز ۱۰۰٫۱ کیلومتر مربع است.